# Zaiacikivka, Babanka
Zaiacikivka (în ucraineană Заячківка) este un sat în comuna Sușkivka din raionul Babanka, regiunea Cerkasî, Ucraina.

## Demografie
Componența lingvistică a localității Zaiacikivka
     Ucraineană (96,68%)
     Rusă (3,32%)
Conform recensământului din 2001, majoritatea populației localității Zaiacikivka era vorbitoare de ucraineană (96,68%), existând în minoritate și vorbitori de rusă (3,32%).